# Lersjön, Södermanland
Lersjön är en konstgjord sjö i Södertälje kommun i Södermanland och ingår i Norrströms huvudavrinningsområde. Sjön har en area på 0,08 kvadratkilometer och ligger 42,5 meter över havet. Lersjön ligger inom Lina naturreservat.

## Sjöns historik
Lersjön är resultatet av en tidigare lertäkt där man hämtade lera för Lina tegelbruk som låg vid Södertäljeviken, cirka två kilometer sydost om täkten. Leran fraktades härifrån på en smalspårig järnväg till bruket som tillverkade murtegel för bland annat Stockholms stadshus. Verksamheten pågick fram till början av 1970-talet och därefter fylldes lergroparna med vatten. Numera är Lersjön en artrik fågelsjö där bland annat sångsvan, smådopping och svarthakedopping häckar. I Lersjön och reservatets våtmarkerna finns även Sveriges två salamanderarter: större och mindre vattensalamander. Vid södra sidan om Lersjön står ett fågeltorn.

## Bilder

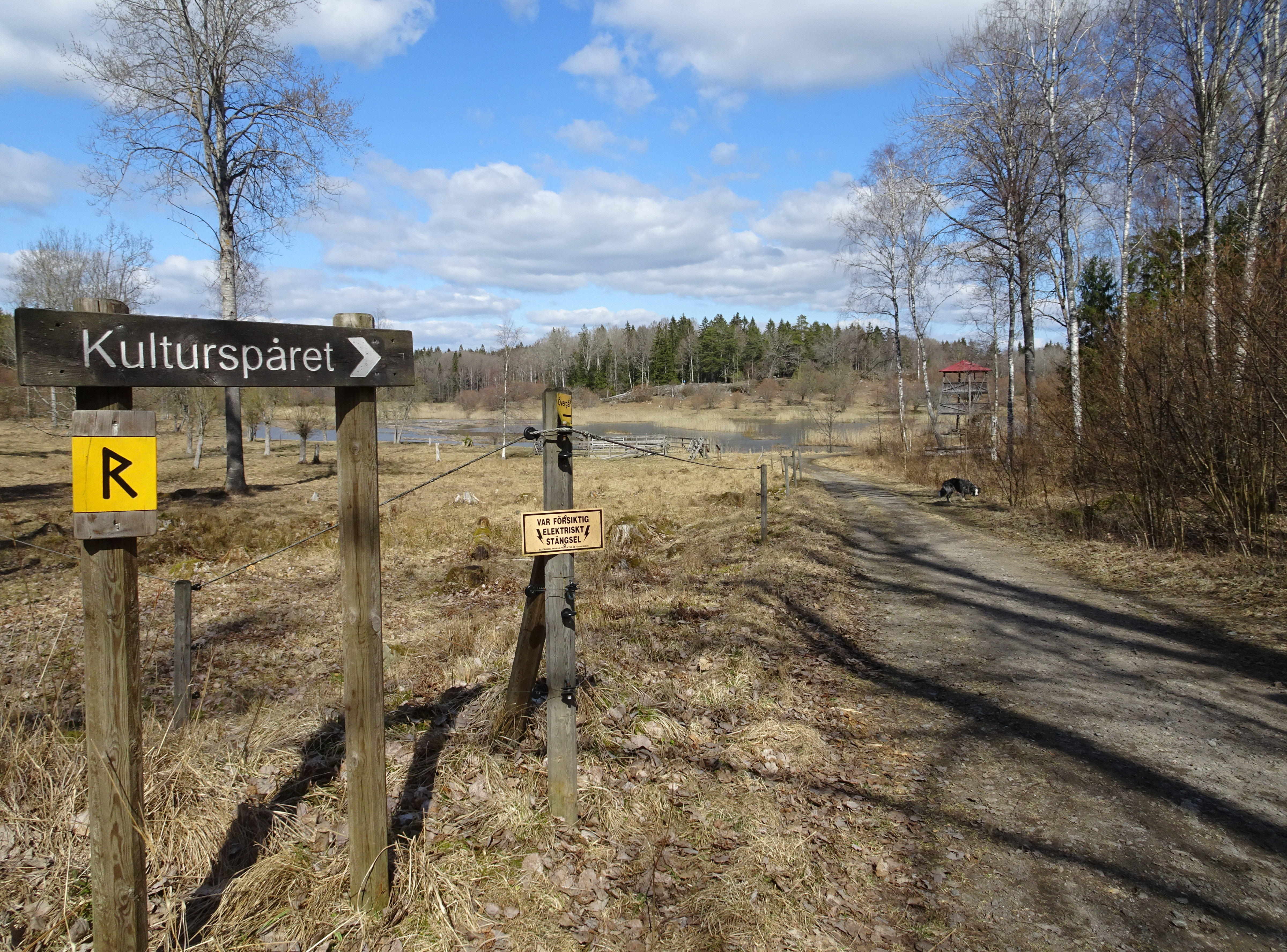
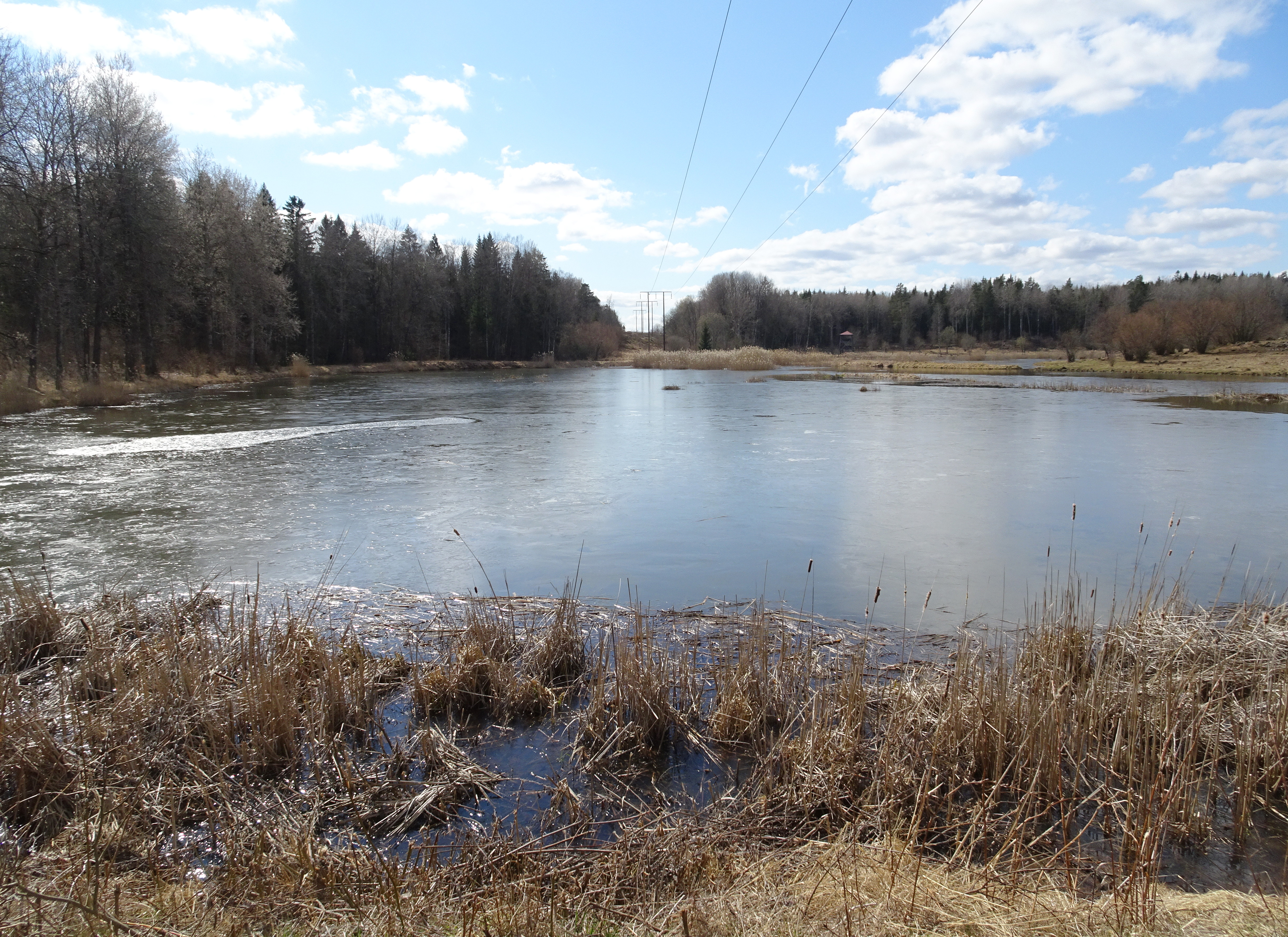
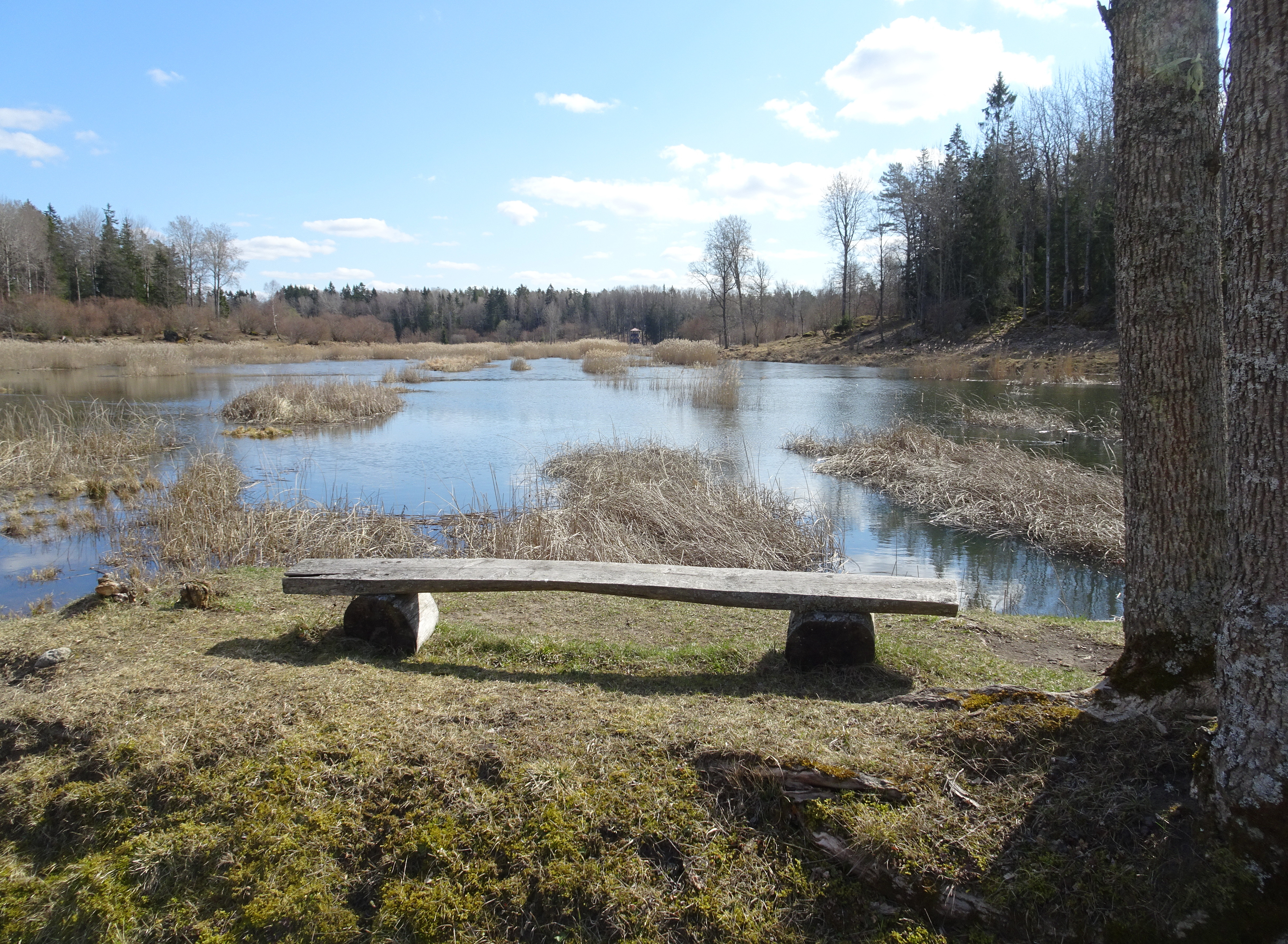
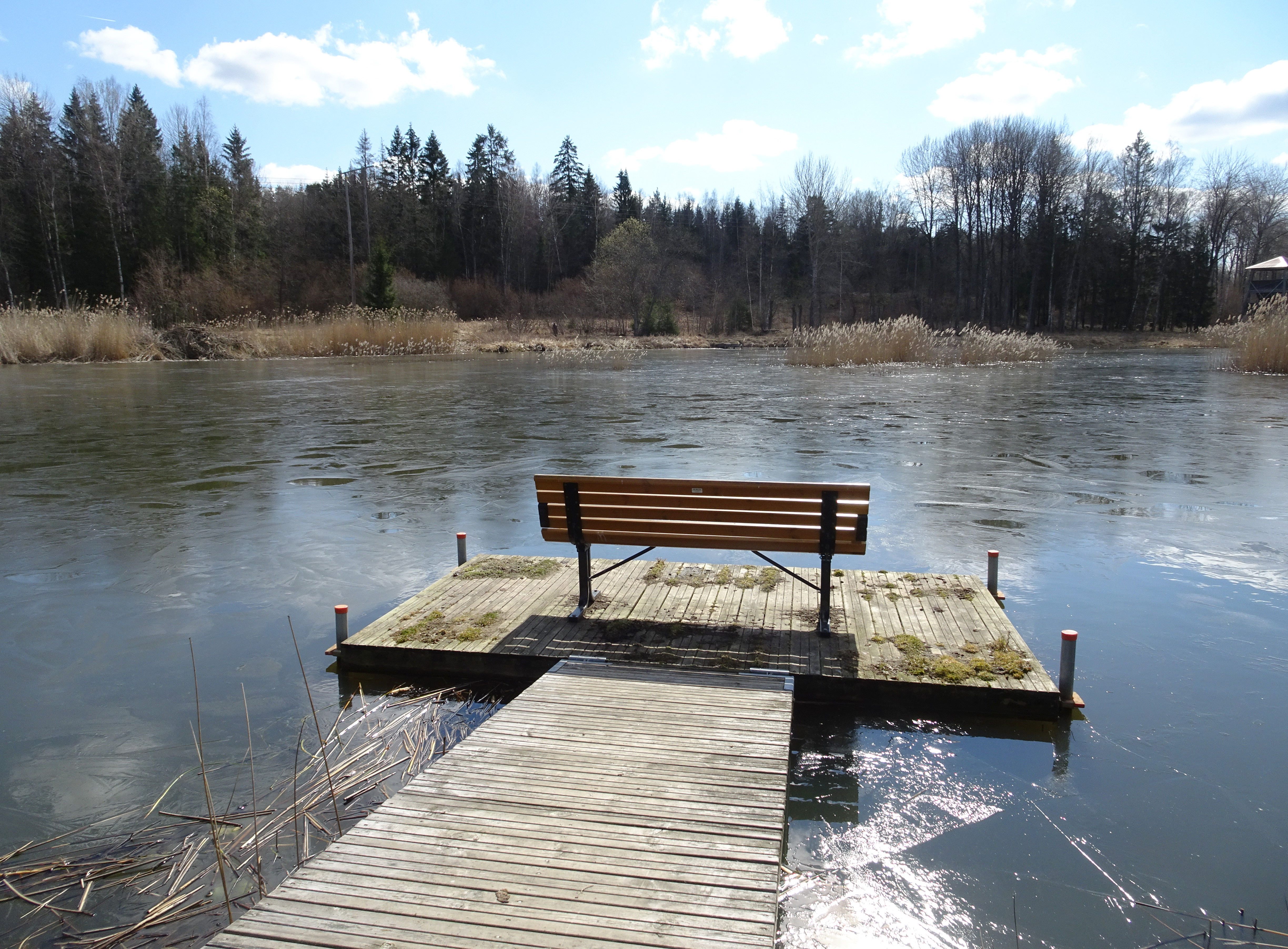
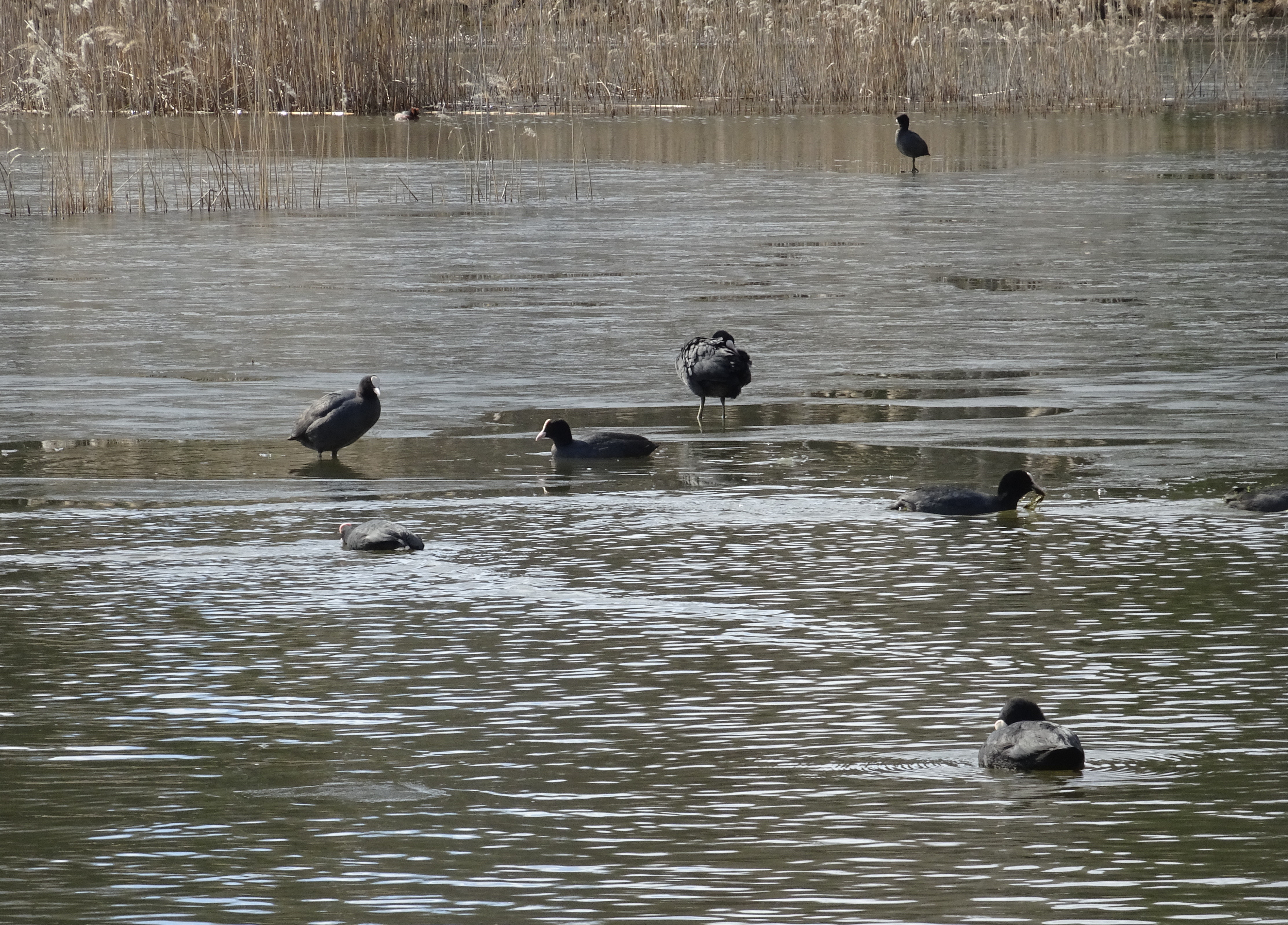
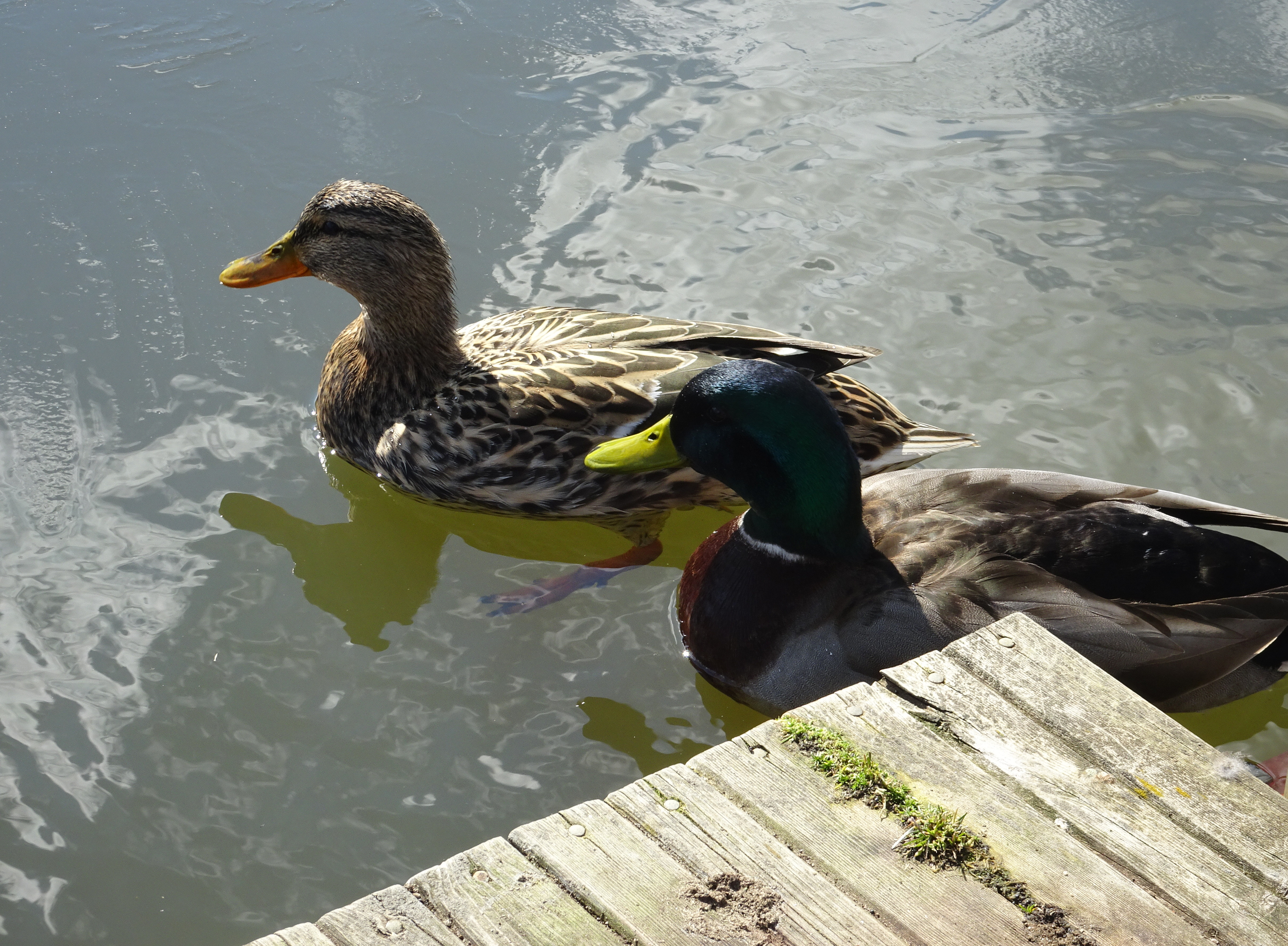

## Delavrinningsområde
Lersjön ingår i det delavrinningsområde (657370-159561) som SMHI kallar för Rinner till Mälaren-Prästfjärden. Medelhöjden är 27 meter över havet och ytan är 30,34 kvadratkilometer. Det finns inga avrinningsområden uppströms utan avrinningsområdet är högsta punkten. Avrinningsområdets utflöde Norrström (Eskilstunaån) mynnar i havet. Avrinningsområdet består mestadels av skog (60 procent), öppen mark (10 procent) och jordbruk (13 procent). Avrinningsområdet har 1,68 kvadratkilometer vattenytor vilket ger det en sjöprocent på 3,7 procent. Bebyggelsen i området täcker en yta av 5,23 kvadratkilometer eller 12 procent av avrinningsområdet.